# Viktor Bubanj
Viktor Bubanj (Fužine, 3. prosinca 1918. – Beograd, 15. listopada 1972.), general-pukovnik jugoslavenskog ratnog zrakoplovstva i narodni heroj Jugoslavije. Od 1970. do 1972. godine obnašao je dužnost načelnika Generalštaba JNA.

## Životopis
Rođen je u Fužinama u prosincu 1918. godine. Građansku školu je završio u Delnicama, a Građevinski odsjek Srednje tehničke škole u Zagrebu 1937. Godine 1936. postaje član SKOJ-a, a 1939. godine ulazi u članstvo KPJ.
U Pančevu je završio školu rezervnih časnika-pilota 1940. godine, i u sastavu izviđačke eskadrile je sudjelovao u Travanjskom ratu 1941. godine.
Na početku rata rukovodi tehnikom OK za Hrvatsko Primorje, a nakon što su ga otkrili Talijani prelazi u partizane. U svibnju 1942. godine je postavljen za zapovjednika Prvog primorsko-goranskog partizanskog odreda. Sudjeluje u borbama protiv ustaških i talijanskih jedinica na području Like, Korduna i Gorskog kotara.
U rujnu 1943. nakon borba s talijanskim postrojbama ulazi s partizanskim jedinicama u Senj. Poslan je s grupom mlađih pilota na obuku u SSSR 1944. godine. Nakon rata je postavljen za zapovjednika avio-divizije u Zagrebu, a 1946. godine i na dužnost Načelnika štaba Komande JRV. Uz obuku vojnih pilota, bavio se i teorijskom radom na području vojnih znanosti. Objavio je knjige "Čovjek u prostoru", "Treća dimenzija rata" i "Doktrina pobjede". Kao visoki vojni dužnosnik je postavljen za načelnika Generalštaba JNA u siječnju 1970. godine.
Sa svojim suradnicima, Bubanj je bio glavni planer i rukovoditelj vojne vježbe "Sloboda-71". Bio je i član Savjeta narodne obrane Predsjedništva SFRJ.
Umro je 15. listopada 1972. godine.